# Pitfall: The Lost Expedition
Pitfall: The Lost Expedition é um jogo de ação e aventura desenvolvido pela Edge of Reality e publicado pela Activision. Foi lançado para GameCube, PlayStation 2 e Xbox em 2004. Uma versão resumida para o Game Boy Advance da Torus Games foi lançada junto com as versões de console e uma versão para Microsoft Windows desenvolvida pela Beenox lançada no mesmo ano pela Aspyr. É a sexta parcela da série Pitfall. O jogo também foi lançado em 7 de outubro de 2008 no Wii como Pitfall: The Big Adventure, com o jogo sendo lançado sob a marca Fun4All na Europa. Foi seguido em 2012 por Pitfall! para dispositivos móveis.

## Enredo
Em 1935, Pitfall Harry, o destemido e áspero caçador de tesouros da série Pitfall!, retorna para ajudar uma bela arqueóloga a resgatar seu pai e impedir que o malvado Jonathan St. Claire reivindique a cidade perdida de El Dorado. Como Harry, os jogadores encontram vários inimigos animais, incluindo escorpiões, morcegos, piranhas, crocodilos e pinguins, bem como adversários humanos sob a liderança da sinistra St. Claire. Inúmeras habilidades estão à disposição do jogador enquanto Harry recupera páginas do Manual Heroico. Com seus vários itens, Harry está equipado para quase tudo. Harry também encontrará exploradores perdidos e será recompensado com ídolos de ouro por seu trabalho, que ele pode usar como moeda com o Xamã.

## Móvel
Também foram lançadas nesta época três versões móveis do jogo: Pitfall: The Lost Expedition Caves, Pitfall: The Lost Expedition Glacier e Pitfall: The Lost Expedition Jungle.

## Recepção
Pitfall: The Lost Expedition recebeu críticas "mistas ou médias" dos críticos, de acordo com o site de agregação de críticas Metacritic.
A GameSpot deu às versões GameCube e PlayStation 2 uma nota 7.3 de 10 e escreveu: "Se você está procurando um jogo de plataforma sólido para um aluguel de fim de semana, então Pitfall: The Lost Expedition é o seu caminho."  A IGN deu ao jogo uma nota 7,8 de 10, escrevendo: "A Activision oferece uma sequência digna de sua clássica franquia de plataforma de aventura".
A GamePro deu ao jogo 4,5 de 5 estrelas e disse: "Você não precisa ser da velha escola para desfrutar de Pitfall: The Lost Expedition, mas precisa estar preparado para exercitar sua mente e seus polegares. Faça uma caminhada com Pitfall Harry e você descobrirá um tesouro de um jogo."  A Game Informer, no entanto, deu ao jogo uma nota 6 de 10 e escreveu: "jogabilidade bem ajustada e níveis bem projetados. Infelizmente, Pitfall Harry falha em ambos os casos."

## Ligações Externas
- Site oficial da Pitfall Harry no Wayback Machine (arquivado em 2006-09-08)
- Pitfall: The Lost Expedition no MobyGames
- Pitfall: The Lost Expedition (Game Boy Advance) no MobyGames
- Pitfall: The Lost Expedition. no IMDb.